# Ingenio Plan de San Luis
El Ingenio Plan de San Luis es una unidad industrial para elaborar azúcar granulada refinada, con una capacidad de molienda de 6.000 t de caña diariamente y una producción de 600 toneladas de azúcar, en función de la calidad relativa de la caña. Se encuentra localizado en el municipio de Ciudad Valles, San Luis Potosí.

## Historia
A finales de los años 1970s México era un país deficitario en materia azucarera, por lo que , entre otros proyectos, se desarrolló uno para la construcción de nuevos ingenios de índole moderna y se adquirieron seis fábricas conforme a dicho proyecto. El ingenio más reciente de los seis, resultó ser Plan San Luis.
En la zona cañera de San Luis Potosí, en los alrededores de Cd. Valles, existían dos ingenios: Plan de Ayala y Agua Buena, pero la zona agrícola tenía capacidad para alimentar otro ingenio, por lo que se aprobó por parte de la CNIA, la construcción del Ingenio Plan San Luis.
La primera piedra para su construcción fue colocada en junio de 1980, mediante una ceremonia de inicio de obra que contó con la presencia del Presidente de la República Lic. José López Portillo.
Posteriormente, y debido a los problemas de coordinación y falta de eficiencia de la industria azucarera, se llevó a cabo una reestructuración de la misma, fusionándose la UMPASA, CNIA y ONISA en un solo organismo, al que se le dio el nombre de Azúcar S.A. de C.V.
Ya con la dirección de esta nueva empresa se culminó la obra, siendo el responsable de su terminación el gerente de construcción de Azúcar S.A. de C.V. el Ing. Carlos Guerra, quien sustituyó al director de CNIA. La conclusión del ingenio ocurrió el dos de marzo de 1984, día que fue inaugurado por el entonces Presidente de la República Lic. Miguel de la Madrid Hurtado.
El ingenio inició su curva de aprendizaje ese mismo año, culminándola con rapidez ante la gran producción de su campo cañero. Sin embargo, en 1989, con el cambio de administración, el nuevo Presidente Lic. Carlos Salinas de Gortari favoreció la desincorporación de los ingenios del sector público, siendo el Consorcio Industrial Escorpión quien gana el concurso de adjudicación del ingenio.
En la actualidad, el ingenio es administrado por FEESA (Fondo de Empresas Expropiadas del Sector Azucarero) y sigue siendo el más moderno del país.
En el mes de abril de 2012, la Dirección de la Comisión Nacional del Agua ordenó la clausura Ingenio Plan de San Luis por contaminación en Río Valle.

## Especificaciones técnicas
El Ingenio Plan de San Luis se encuentra en la carretera La Hincada - Naranjo s/n y consta de un predio de 80 ha en las cuales se localiza el batei, la fábrica, la bodega de azúcar y la unidad habitacional.
- La fábrica cuenta con seis molinos, de tres masas cada uno y accionados por turbinas de vapor de 1.200 caballos de fuerza cada una.
- El proceso de evaporación es de cuádruple efecto, con una superficie de evaporación de 6.100 m² .
- La centrifugación consta de 9 máquinas en el proceso normal y 5 para el refinado.
- La energía la aportan 5 calderas tipo by-drum para bagazo y/o combustolio de 45 t/h cada uno
- La capacidad de almacenamiento de azúcar en la bodega es de 32.000 t .